# 多囊性腎病變
多囊性腎病變，又稱多囊腎、泡泡腎，多囊性腎病變是一種遺傳病的腎病變，人、貓、狗等多種動物都可能發病，其中貓的發病率高達6%。
人類的多囊性腎病變可分成兩種，第一種是多囊性腎病變一型，是由第16對染色體變性引起；而另一種是多囊性腎病變二型，是第4對染色體變性引起。病患者的腎臟會長出許多囊腫，令病患者的腎體積驟增及腎功能減退。多囊性腎病變是十分常見的遺傳病之一。

## 流行病学
多囊肾病按遗传方式可分为常染色体显性多囊肾病和常染色体隐性多囊肾病。其中常染色体显性多囊肾病新生儿患病率约为1/1000，常染色体隐性多囊肾病新生儿中的发病率约为1/26500。

## 診斷
早期的多囊性腎病變的腎囊腫很小、沒有任何臨床表現，使診斷較難。不過，可以使用一些儀器檢查，使用影像學檢查發現腎的雙腎皮、髓質佈滿大小無數的囊腫，影像學檢查例如：超聲波、電腦掃瞄和磁力共振等。如家族遺傳史有多囊性腎病變，可根據發病者的年齡和上述臨床表現同時加上家族遺傳史來確立診斷。

## 臨床表現
多囊性腎病變又可分成顯性和隱性兩種，而顯性多囊性腎病變又稱成年型多囊性腎病變，遍佈全世界，男女罹患機會相同，發生率約1/200～1/1000。主要特徵為腎臟囊腫的發生，增大和增多。常伴腎外囊腫，特別見於肝臟，其他器官包括胰腺、卵巢、胃腸道及大血管等。而隱性多囊性腎病變又稱兒童型多囊性腎病變，是一種罕見遺傳病。有百分之七十五的患兒在產後數小時到數天內死亡。成功過度新生兒期的患者在十五年內的生存率有百分之五十至百分之八十。常伴隨肝臟病變。

## 外部連結
- Polycystic Kidney Disease Research and Education（页面存档备份，存于）
- The National Kidney Foundation: A to Z Health Guide（页面存档备份，存于）

1. ↑  中华医学会医学遗传学分会遗传病临床实践指南撰写组; 徐德超; 梅长林. . 中华医学遗传学杂志. 2020-03-10, 37 (03)  [2024-06-23]. ISSN 1003-9406. doi:10.3760/cma.j.issn.1003-9406.2020.03.009. （原始内容存档于2024-06-23） （中文）.